# La Trinidad (Nicaragua)
La Trinidad è un comune del Nicaragua facente parte del dipartimento di Estelí.